# 紫の党
紫の党（むらさきのとう、スペイン語：Partido Morado、略称：PM）は、共和主義を標榜するペルーの中道政党である。党首はフリオ・グスマン。「紫」は、ペルーにおける左派政党と右派政党を象徴する「赤」と「青」の融合の意味合いで採用され、党の中道理念を象徴するものとなっている。

## 歴史
党設立の背景と2020年臨時共和国議会選挙までの状況
フリオ・グスマンは2016年4月のペルー大統領選挙にトドス・ポル・エル・ペルー党から立候補していたが、2016年3月に全国選挙審議会は、立候補手続きの不備を理由にグスマンの立候補を無効とした。
これを受けて、2016年5月、グスマンは2021年の次回大統領選挙に立候補するために、新政党「紫の党」設立の準備を開始すると発表した。
2016年10月16-17日にグスマンはペルーのリマで「第1回党大会」を開催し、党の理念や規約の制定など、党設立に向けた第一歩を踏み出した。
2017年10月14-15日にクスコで開催された「第2回党大会」では、党の地方代表者など1000人が集まり、政党登録書類を国の担当部署へ提出することが報告され、2017年11月18日に正式に党が発足した。
2018年10月13-14日にアヤクーチョで開催された「第3回党大会」では、党の地方代表者など1000人以上が参加し、党員登録・整備作業について報告・評価が行われた。
2019年3月4日、全国選挙審議会の政治組織登録簿（ROP）に登録され、選挙に参加できる党となった。
2019年10月25-26日にトルヒーリョで開催された「第4回党大会」では、党の地方代表者など1800人が参加し、翌年2020年1月の臨時共和国議会選挙に向けた指針の決定や、一部候補者決定の報告など、選挙準備が進められた。
2019年11月には政党「バンカダ・リベラル」に所属していたアルベルト・デ・ベラウンデとジノ・コスタが合流した。
2020年1月26日に行われた2020年臨時共和国議会選挙では、紫の党は得票率7.4%で130総議席中9議席を獲得し、ベラウンデ、コスタの両名も当選を果たした。
党所属議員より暫定大統領誕生
2020年11月9日に共和国議会によるマルティン・ビスカラ大統領の弾劾が可決（大統領罷免）され、それに伴いマヌエル・メリノ共和国議会議長が規定により暫定大統領に就任するが、ビスカラ罷免に対する有権者の抗議活動の激化（警察との衝突で、少なくとも2名が死亡・94名が負傷）から、メリノも就任5日後に暫定大統領職を辞任することとなった。大統領・副大統領・共和国議会議長が不在で、ビスカラ大統領罷免に対する激しい抗議活動が行われている情勢下、共和国議会議員のうちビスカラ大統領罷免に反対した議員19名の中から共和国議会議長を選出（規定により暫定大統領に就任）することとなり、党所属のフランシスコ・サガスティが選ばれ、2020年11月17日に暫定大統領に就任した。
2021年総選挙とその後
2021年ペルー総選挙（大統領選挙及び共和国議会議員選挙）に備える為、選挙参加登録が未済であったフエルサ・シウダダナ党と、2020年9月に正式に政治協定を締結した。
この合意により、LGBT活動家のスーゼル・パレデスが党に合流し、共和国議会選挙（比例代表制）にリマ選挙区から出馬することとなった。
紫の党の大統領候補を選ぶ予備選挙には、元ミラフローレス市長候補者のアレハンドロ・サン・マルティン、共和国議会議員のカロリーナ・リサラガ、党首のグスマンが立候補し、投票の結果、グスマンが約77%の票を獲得し、党の大統領候補となった。
総選挙（大統領選挙及び共和国議会議員選挙）の投票は2021年4月11日に行われ、大統領選挙（1次選挙）ではグスマンは得票率2.3%で落選、共和国議会議員選挙では得票率5.42%で3議席の獲得（前回比マイナス6議席）の結果となった。
選挙の敗北やグスマン党首の党運営への不満などから、党内ではグスマン党首の辞任を求める声が高まり、また党有力者の離脱も相次いだ。

共和国議会では議会理事会に参加するためには議員5人以上の院内会派である必要があったため、議員5人の「我らはペルー」と合同の院内会派「我らはペルー・紫の党」を2021年7月に結成した。
合同院内会派結成に対して、党の元共和国議会議員であるカロリーナ・リサラガは、会派を組む「我らはペルー」への不信や党内調整不足を理由に党を離脱した。

## 理念・政策
- ペルーにおいてこれまで発展の指針とされてきた新自由主義や社会主義に見られる限界の克服。
- 市場経済的な考え方と平等な権利・機会の均等とを両立させ、個人のみならず社会全体の幸福追求も可能にする共和主義的な社会の構築。
- 近年の人口の都市集中や経済成長を背景に成長しつつある新興中産階級の人々「新しいタイプのペルー人」[注 3]への最大限の配慮。
- 科学技術・IT技術の振興、環境保全、権利義務意識の醸成、民主主義の更なる充実、他国事例の研究、生活の質の向上などによる、個々人のみならず全ての人の繁栄・幸福の追求。
- 持続可能性に配慮した開発、人材育成、国民のニーズのくみ上げ、法の下の平等、格差是正、生活改善などによる、国民の心が一つになった統合された国家の実現。
- 開放的で、透明性があり、腐敗の無い、公正な政治の確立。

## 選挙結果

### 大統領選挙
| 実施年 | 候補者           | 所属政党 | 得票数  | 得票率 | 得票順位 |
| ------ | ---------------- | -------- | ------- | ------ | -------- |
| 2021   | フリオ・グスマン | 紫の党   | 325,608 | 2.26   | 10位     |

### 共和国議会議員選挙
| 実施年 | 得票数    | 得票率 | 議席数 （獲得/総議席数） | 増減 | 備考 |
| ------ | --------- | ------ | ------------------------ | ---- | ---- |
| 2020   | 1,095,491 | 7.40%  | 9 / 130                  | ＋9  | 野党 |
| 2021   | 697,289   | 5.42%  | 3 / 130                  | －6  | 野党 |